# Octavia Sperati
Octavia Sperati — норвежская готик-метал-группа из Бергена. В 2005 г. группа выпустила дебютный альбом Winter Enclosure. Второй альбом Grace Submerged вышел в 2007 г. Оба альбома выпущены на лейбле Candlelight Records и сопровождались концертными турами по Великобритании.
Состав группы женский, кроме ударника. 20 июля 2008 года было заявлено, что группа «делает перерыв». 10 марта 2009 года вокалистка Силье Вергеланн присоединилась к голландской группе The Gathering.

## Состав
- Silje Wergeland — вокал, голос
- Bodil Myklebust — гитара
- Gyri S. Losnegaard — гитара
- Trine C. Johansen — бас-гитара
- Tone Midtgaard — синтезатор, электропианино
- Ivar Alver — ударные

## Дискография
- Guilty (демозапись) (2002)
- Winter Enclosure (2005)
- Grace Submerged (2007)